# Hemiargus hanno
Hemiargus hanno es una especie de mariposa de la familia Lycaenidae que se encuentra en las Antillas y desde el sur de Texas hasta el norte de Argentina.

## Descripción
Presenta dimorfismo sexual. Las alas del macho por la cara dorsal son violeta azulado brillante, bordeadas de un color marrón tenue negruzco y una franja blanca y en el ala inferior hay un punto negro. En la hembra son de color bronce, con el azul limitado a la base de las alas delanteras. Las alas por la cara ventral son color marrón grisáceo claro con ocelos, uno grande negro bordeado de color naranja y en el ala posterior hay varios negros o azules y algunos puntos cercanos al borde. La envergadura de las alas alcanza entre 12 y 26  mm y la longitud de las alas anteriores 9 a 11 mm.

## Ciclo vital
Los huevos son verdes o azul-verdoso pálido. La larva madura es amarilla-verdosa con verde oscuro, rosa o amarillo claro. La pupa es verde con negro y tiene una línea violeta pálida en el área dorsal media del abdomen.

## Plantas hospederas
Las larvas se alimentan de plantas de los géneros Crotalaria, Chamaecrista, Abrus, Macroptilium, Phaseolus, Rynchesia, Senna, y Mimosa. Los adultos se alimentan del néctar de diferentes flores bajas, como Stachytarpheta, Bidens, Lippia,  Ambrosia Spilanthes y Mimosa pudica.

## Subespecies
- Hemiargus hanno hanno (Surinam)
- Hemiargus hanno bogotana Draudt, 1921 (Colombia)
- Hemiargus hanno filenus (Poey, 1832) (Antillas)[1]